# 977 Music
 (mars 2011).

Logo de 977 Music.

977 Music (anciennement .977 Music Network) est un réseau en ligne de webradios basé aux États-Unis et créé en 2000 par Jeff Bachmeier. C'est une alternative aux radios terrestres. En 2009, elle propose 16 radios diffusées en direct et compte plus de deux millions de visiteurs uniques par mois.
.977 est soutenue par Car Internet Radio, un service proposé par Livio, un fournisseur d'internet radio, et fait partie des acteurs majeurs des webradios.
Elle est accessible via iTunes et autres logiciels de lecture audio (VLC, Windows Media Player, Winamp et Amarok, XMMS etc.).